# Vilim IV., kralj Ujedinjenog Kraljevstva
Vilim IV., eng. William Henry (Buckinghamska palača, London, 21. kolovoza 1765. – Dvorac Windsor, Berkshire, 20. lipnja 1837.) bio je kralj Ujedinjenog Kraljevstva i kralj Hannovera od bratove do svoje smrti.

## Djetinjstvo
Rođen je kao treće od petnaestero djece u braku kralja Đure III. i kraljice Šarlote. Kako je imao dva starija brata, Vilimov dolazak na prijestolje nije bio očekivan.
S trinaest godina pridružio se britanskoj mornarici. Služio je u New Yorku tijekom Američkog rata za neovisnost i bio prvi britanski monarh koji je posjetio Sjedinjene Američke Države. Tijekom njegovog boravka u Americi George Washington ohrabrivao je zavjere za otmicu britanskog kraljevića. Planovi su, međutim, pali u vodu kada su za njih saznali Britanci i udvostručili Vilimovu stražu.
Vilim je želio dobiti titulu vojvode i mjesto u parlamentu, ali njegov otac nije bio siguran. Kako bi izvršio pritisak na oca, Vilim mu je zaprijetio da će se kandidirati za Dom naroda i tu podržavati njegovu opoziciju. Đuro III. mu je konačno dao titulu vojvode od Clarancea 20. svibnja 1789. godine, a Vilim se odmah zatim udružio sa starijom braćom koja su bila u konstantnoj svađi s ocem.
Novostvoreni vojvoda od Clarencea prekinuo je svoju službu u Kraljevskoj mornarici godine 1790. U to vrijeme Vilim nije podržavao inicijativu za ukidanje ropstva u britanskim kolonijama (u Ujedinjenom Kraljevstvu već je bilo ilegalno).

## Obiteljski život
Po odlasku iz Kraljevske mornarice, Vilim je dvadeset godina živio u vanbračnoj vezi s irskom glumicom Dorotheom Bland. Vilim je pripadao prvoj generaciji britanskih kraljevića koja je podlijegala zakonu prema kojem se potomci Đura II. ne mogu vjenčati bez odobrenja monarha, te Vilim nije nikada oženio Bland. Bez obzira na to, s njom je imao pet vanbračnih sinova i pet vanbračnih kćeri kojima je dao prezime "FitzClarence". Veza s Bland završila je 1811. godine, a ona je dobila vlastitu rezidenciju, alimentaciju i skrbništvo nad kćerima, pod uvjetom da se prestane baviti glumom. Kada se Bland opet vratila glumi oduzete su joj kćeri, kuća i primanja, pa je umrla kao siromah blizu Pariza 1816. godine.
Kada je 1817. godine pri porodu umrla kraljevna Šarlota Augusta od Walesa, jedino dijete iz turbulentnog braka, kralj Đuro III. je ostao s dvanaestero preživjele djece, ali bez ijednog zakonitog unuka. Vilim i njegova braća tada su krenula u utrku da dobiju nasljednike. U toj utrci Vilim je imao najveću prednost, jer je bio najstariji neoženjeni sin, dok su njegova starija braća bila u svađi sa suprugama, koje su svakako bile prestare za rađanje.
Vilim je poslao mlađeg brata da u Njemačkoj prosi mlade protestantske kraljevne. Nakon što su ga dvije odbile, Vilim je upoznao kraljevnu Adelaidu od Sasko-Meiningena, vojvodinu kćer. Adelaida je, s 25 godina, u to doba bila smatrana dobro starom za udaju, ali je ipak bila dva puta mlađa od Vilima. Brak je sklopljen 11. srpnja 1818. godine. Njihov je brak bio relativno sretan i Vilim više nije imao ljubavnice. Jedini bračni problem su im bila zdrava djeca; par je dobio samo dvije kćeri, Šarlotu i Elizabetu, koje su bile kratkog vijeka, te nisu osigurale nasljednu liniju. Adelaida je nekoliko puta pobacila ili rodila mrtvorođenče.
Godine 1820. umro je Vilimov otac, nakon čega je njegov najstariji brat, koji je vršio dužnosti regenta tokom mentalne nesposobnosti svoga oca, postao kralj Đuro IV. Vilim je u tom trenutku bio drugi u nasljednom nizu, odmah iza još jednog starijeg brata, vojvode od Yorka. Kada je vojvoda od Yorka umro 1827. godine Vilim se još više približio kruni i postao presumirani nasljednik.

## Vladavina
Kralj Đuro IV. umro je 1830. godine ne ostavivši iza sebe legitimne djece i krunu je automatski naslijedio Vilim kao Vilim IV. Po dolasku na prijestolje pobrinuo se za devetero preživjele djece koje je imao s Dorotheom Bland i podijelio im grofovske titule.
Vilim nije bio ekstravagantan kao njegov brat i prethodnik. Želio je u potpunosti zanemariti krunidbenu ceremoniju, ali je na kraju popustio zahtjevima tradicionalista. On i njegova supruga Adelaida okrunjeni su 8. rujna 1831. godine, ali kralj je odbio prirediti banket i skupu proslavu kojom je bila obilježena krunidba njegovog brata. Tradicionalni torijevci neuspješno su prosvjedovali protiv ove odluke, nazivajući Vilimovu krunidbu "polukrunidbenom ceremonijom".
Za vrijeme vladavine Vilima IV. izvršeno je više reformi, iako on sam kao kralj nije mnogo utjecao na njihovo donošenje niti primjenjivanje. Među najznačajnim koracima napravljenim tijekom njegove kratke, ali progresivne vladavine, su povećanje autonomije gradskih vlasti, ograničenje radnog vremena djece, te ukidanje ropstva i reforme izbornog sustava. Vilim je, ipak, bio kritiziran od starne reformista koji su smatrali da nisu provedene sve potrebne reforme, i tradicionalista koji su smatrali da se s reformama otišlo predaleko. Tijekom njegove vladavine započelo je slabljenje Doma lordova, koje se nastavilo tijekom devetnaestog stoljeća i kulminiralo u dvadesetom vijeku, zajedno sa slabljenjem moći monarha.
Za sve vrijeme svoje vladavine Vilim se u politiku umiješao samo jednom, 1834. godine, kada je postavio premijera u suprotnosti s voljom parlamenta. Vilim nikada nije posjetio Hannover dok je bio kralj te zemlje. Godine 1833. Hannover je dobio ustav koji je političku moć dao srednjoj klasi i proširio moć hanoverskog parlamenta.
Vilim i njegova supruga imali su jako dobar odnos s kraljevnom Viktorijom od Kenta, Vilimovom presumiranom nasljednicom, kćerkom Vilimovog umrlog brata. Međutim, odnos kralja i kraljice s Viktorijinom majkom, vojvotkinjom od Kenta, bio je ispunjen sukobima i neslaganjima. Prema Vilimovom mišljenju, vojvotkinja od Kenta nije njegovoj supruzi, kraljici, iskazivala dužno poštovanje. Bez obzira na to, očekivalo se da će vojvotkinja od Kenta, kao regent Vilimove nasljednice, doći do de facto moći i kraljevskih ovlasti nakon Vilimove smrti.

## Smrt i nasljeđivanje
Vilim IV. umro je 20. lipnja 1837. godine, nakon otkazivanja srca. Sahranjen je u dvorcu Windsor 8. srpnja iste godine. Kako nije imao zakonitog potomstva s kraljicom Adelaidom, kruna Ujedinjenog Kraljevstva prešla je njegovoj sestrični Viktoriji. Međutim, po salskom zakonu kojeg je pratila kraljevina Hannover, hanoversku krunu nije mogla naslijediti žena, te je Vilima IV. u Hannoveru naslijedio mlađi brat Ernest August I. Vilimova smrt je na taj način označila kraj personalne unije između Hannovera i Ujedinjenog Kraljevstva koja je trajala još od 1714. godine. Iako Vilim nije imao zakonske djece i stoga nije predak nijednom britanskom monarhu, on ima mnogo potomaka preko svoje vanbračne djece s Dorotheom Bland.
| Prethodnik Đuro IV. | Kralj Ujedinjenog Kraljevstva | Nasljednik Viktorija |